# DataGueule
DataGueule (ou #DataGueule) est une émission de télévision et une websérie à publication variable (un ou deux épisodes tous les mois) diffusée depuis juin 2014 sur France 4 ainsi que sur YouTube, Dailymotion et PeerTube.
L'émission propose des vidéos d'animation traitant de l'actualité sur un mode ludique, et condensé dans un but didactique.

## Contexte
Les journalistes d'investigation ont eu à partir des années 2010 à disposition des fonctionnalités nouvelles qui permettent de faire du tri, du classement, du traitement de données en grande quantité,, ce qui apporte à leurs rédactions un niveau de maîtrise du matériau journalistique (statistiques, études, enquête…) « assez proche de celui de certains statisticiens » et permettent en même temps des « démarches jusque-là plutôt réservées à des infographistes », a estimé le journaliste d'investigation Sylvain Lapoix, spécialiste du Journalisme de données. Ces matériaux disponibles donnent un nouveau potentiel et une crédibilité supplémentaire au journalisme d'enquête, car la donnée devient « le terreau et le fondement de l’enquête » pour aller plus loin dans la connaissance.
C'est dans ce contexte, que l'équipe de DataGueule  propose un Wiki participatif.
L'afflux de données, jugé parfois « exponentiel », arrivant sur Internet et d'autres supports numérisés, notamment les archives numérisées des journaux et des institutions, ou encore les fuites massives comme les télégrammes diplomatiques de l’administration américaine révélés par WikiLeaks entre 2010 et 2011, a suscité une nouvelle donne numérique pour les journalistes d’investigation, qui ont réagi de différentes manières : certains « coopèrent aux quatre coins du monde, développent de nouvelles stratégies et s’appuient sur des outils informatiques puissants » afin d'exploiter et traiter les données fournies par un lanceur d’alerte ou un autre.

## Description

### Composition des épisodes
Jusqu'à la saison 4, les épisodes étaient courts, en moyenne entre 3 et 5 minutes, condensant les chiffres, réalités et idées futures rapidement.
Lors de la saison 5, les épisodes sont divisés en trois parties : la première expliquant la situation et exposant les chiffres rapidement en quelques minutes, avant une phase d'interview d'un spécialiste dans le sujet expliquant plus en détail le problème et les possibilités, qui sont reprises dans la dernière partie. Les images et textes sont disposés en mosaïque représentant une image dans les 4 premières saisons, et une statue emblématique de notre société dans la cinquième[source secondaire souhaitée].

### Auteur
Julien Goetz travaille au début des années 2000 pour la toute première rédaction multimédia de Radio France en tant que développeur web indépendant (freelance) durant six ou sept ans. Ensuite, il intègre l'entreprise OWNI (acronyme d'« Objet web non identifié ») pendant deux ans pour faire du journalisme de données (data journalism) en 2011.
En 2011, il collabore également à d'autres projets tels que Nuit Sujetavec Radio Nova où des débats sont abordés. De septembre 2012 à juin 2013, il est coauteur dans C politique sur France 5. En mai-juin 2014, il contacte France 4 pour la création de la chaîne DataGueule. Il est également comédien de temps en temps et est souvent employé pour assurer des voix off [réf. nécessaire].
Il coécrit en 2013 avec Jean-Marc Manach un reportage pour Arte, intitulé Une contre-histoire de l'Internet. De novembre 2013 à mai 2014, il travaille avec Premières Lignes Télévision et Journalism++ sur Jeu d'influence, un concept mélangeant jeu et documentaire traitant des questions de crise. En 2015, il travaille à l'écriture d'un documentaire de 90 min.
C'est le 6 juin 2014 que la chaîne DataGueule fait sa première apparition sur le web, avec une vidéo sur l'Ukraine. Leur travail de recherche commence en mai 2014. Le principe de l'émission est de « déconstruire des mécanismes, avec de l'humour et si possible un prisme historique (…) des sujets où l'on se rend compte que ça ne tourne pas rond. Même s'il faut les décortiquer pour comprendre exactement ce qui ne tourne pas rond ».
Ce programme n'est pas une première dans son genre, un premier concept australien existait déjà sous le nom de Hungry Beast, mais du fait des chiffres et des données utilisés ainsi que par la liberté que lui laisse France 4, le ton des vidéos du groupe Datagueule se montre plus percutant, plus rapide et plus mordant. « Ce qui m'intéresse le plus dans les datas, c'est le constat qu'elles permettent de faire. Le postulat de base, c'est : comment on en est arrivé là, jusqu'à la normalisation de ces faits-là sans rechercher à savoir si c'est bien ou si c'est mal. On a toujours eu une grande liberté de ton. Et on essaie de ne pas entrer dans les clichés, vu que c'est un programme court. »

### Sujets
Les sujets sont définis par l’équipe de Julien Goetz. « Ce n'est pas France 4 qui impose les thématiques », déclare-t-il dans une interview.

## Diffusion
- "Data Gueule" est diffusée principalement sur le web via Youtube, PeerTube, Dailymotion jusqu'en 2017 (DATAGUEULE #73) et Imago TV.
- Sur France Télévision : initialement diffusée dans l'émission L'Autre JT sur France 4, émission annulée en 2016[10], certaines émissions sont diffusées sur Slash en replay.

- Depuis le 23 juin 2015, la chaîne est également diffusée sur la plate-forme IRL de FranceTV : IRL, Les nouvelles écritures du réel[11].

- L'émission a été diffusée sur la chaîne de télévision France Info à l'ouverture d'antenne de cette dernière, en septembre 2016[12].

### Saisons
Au début, l'émission a signé un contrat de dix épisodes puis, au vu du succès grandissant de la chaîne, quinze autres épisodes ont été ajoutés au contrat pour un total de vingt-cinq épisodes au minimum.
La première saison compte quarante-cinq épisodes et cinq épisodes composaient la deuxième saison au début de novembre 2015. De nouvelles négociations pendant l'hiver 2015 devaient prolonger l'émission jusqu'à l'été 2016 d'après Julien Goetz. En juin 2020, l'émission a atteint les sept saisons et les 96 épisodes, une série spéciale « 2°C avant la fin du monde » de 4 épisodes et un film Démocratie(s) complété par 9 vidéos.
Fin 2020, la saison 8 proposait 15 vidéos supplémentaires. Cette même année était lancé, via un financement participatif, le projet d'une série intitulée « Utopia ». Toujours en 2020, une série documentaire de 4 x 26 min, Invisibles, Les travailleurs du clic était proposée sur FranceTV.

### Audience
L'émission a rencontré le succès dès les premières diffusions avec dès 2014, plus de 35 000 abonnés sur le compte You-tube et 1,4 million de vues en cumulé en 2014. En 2017, Datagueule sur Youtube avait 300 000 abonnés, pour atteindre début 2022, 584 000 abonnés. Les chiffres d'audience varient suivant la plateforme.

## Critiques
Dès le départ, les avis et commentaires se sont multipliés, avec les pour et les contres : aux reproches portant sur les sujets traités qui seraient de gauche ou anticapitalistes, certains répondent que ce sont simplement des sujets cruciaux de société, sans "aucune visée politique directe, aucune conclusion forcée". D'autres reproches ne visent pas directement l'émission, mais portent sur le manque de neutralité de France Télévision dans la diffusion libre de certaines émissions
Aux reproches portant sur les sources (sélection, traitement), d'autres répondent que le format (un sujet de 10 minutes) ne peut pas « "présenter la même teneur qu'un ouvrage spécialisé" ».